# 佐田繁理
佐田 繁理（さだ しげり、1954年12月13日 - ）は、長崎県長崎市出身の芸能プロモーター、実業家。さだ企画代表取締役社長。元サッカー選手。
兄はシンガーソングライターのさだまさし。妹は歌手の佐田玲子。
長崎南山高等学校卒業後に台湾大学へ留学しサッカー部で活躍。1975年に香港サッカーリーグの東方足球隊でプレー。サッカー選手のキャリアは1年間で閉じ引退。その後は英語の勉強のためニュージーランドへ留学し、「グレープ」解散後にソロとなった兄のまさしから声をかけられ、さだの個人事務所「さだ企画」を手伝うため1977年に帰国、兄の人脈で映画出演等もいくつかおこない1991年春に「さだ企画」の社長となり、現在に至る。

## サッカー選手として
ポジションはフォワード（左ウイング）。長崎南山高等学校時代に長崎県選抜に選出され九州大会に出場。卒業後の1973年に台湾大学へ留学し、サッカー部に入部した。台湾大在籍中の1974年に関係者から日本名を名乗る華僑の子と勘違いされ、サッカー台湾代表の招集を受けたとされている。
翌1975年、台湾大のチームメイトの父親がスカウトを務めていた縁で香港のサッカークラブ「東方足球隊」に入団。台湾大への復学も考えていたため、1年間の期限付きの入団であった。
当時はこの移籍に関し、地元紙に小さな記事が出た程度であった。まず2軍戦でテストを受け初戦で2得点を記録、5試合程プレーした後に公式戦デビューをした。その後は2軍戦を含め20試合前後に出場した。2006年の雑誌『Sports Graphic Number』のインタビューでは「7試合出場2得点」と紹介されたが、2014年のフットボールチャンネルのインタビューでは「3得点以上はとっていた」としている。
以上の点から「日本人初のプロサッカー選手」と紹介されることがある。しかし当時はまだ在学中で、復学も考えていたことから、佐田は給与を断り、代わりに小遣い代の名目で月に約10〜15万円を受け取っていた。
兄との約束もあったことから、8か月後に退団し台湾大へ復学。2008年3月から栃木県の「FCエルマーノ那須」という中学生年代のサッカークラブの代表を務めている。

## 芸能活動
芸能活動は本業というわけではないが、さだまさしのヒット曲と同タイトルの映画『関白宣言』（1980年公開）に「さだ繁理」名義で俳優として主演したことがある。これは、当初はまさしに出演依頼が来ていたのだが、まさしは当時『翔べイカロスの翼』の映画を制作中であり、スケジュールが合わないという理由から弟を紹介したところ、兄弟は見た目が似ていることから、監督が気に入ったため繁理にキャスティングを変更して出演となった。1983年には『ふしぎな國・日本』にも出演した。まさしによれば映画『連合艦隊』でも出演オファーが来ていたと言う。
ファンクラブ対象の「まさしんぐWORLDコンサート」などさだ企画事務所スタッフも出演するような公演に出演した事はあり、その時は兄妹の名にあわせ「さだ繁理」と表記することもある。
NHK「ドキュメント72時間」で、長崎の花火屋に密着した回で、さだまさし、佐田繁里の父親の新盆で精霊船を送る際の花火の購入のための客として訪れ取材に対応出演した）。

## 佐田繁理をモデルとする作品
さだまさしの楽曲にはしばしば「弟」が登場する。
- 親父の一番長い日
- ヨシムラ（アルバム『家族の肖像』に収録）
- 薔薇ノ木ニ薔薇ノ花咲ク（アルバム『ほのぼの』に収録）
- 「案山子」は留学中の繁理を題材に歌ったものといわれる。
- まさしの児童文学作品『ふうせんのはか』は、少年時代の繁理が縁日で買った風船のエピソード（妹の玲子が最初は飛ばしてしまい、泣いてるところをもう1個買ってもらって、玲子の指に結びつけてやったが、水素ガスが抜けてがしぼんでしまったためショックを受け、墓を作った）が元になっている。
- まさしのステージトークのネタには「弟と犬」という、小学生の頃に妹の玲子を咬んだ近所の犬に繁理が腹を立て、犬に真剣勝負を挑んだ時の話があり、『さだまさしトーク・ベスト』に収録されている。
- 妹の佐田玲子も「兄貴をよろしく」という楽曲を作っている（アルバム『CINQ』に収録）。
- 直接のモデルではないものの、白鳥座の楽曲に「タイムアップ」というサッカーをモチーフにしたものがあり（アルバム『DENEB』に収録）、当時白鳥座のマネージャーであった繁理の影響がうかがえる。

## 佐田繁理を演じた俳優
- 坂口湧久 - NHKBSプレミアムドラマ『かすてぃら』、NHK土曜ドラマ『ちゃんぽん食べたか』、役名は佐野繁理
- 佐藤涼平 - NHK土曜ドラマ『ちゃんぽん食べたか』、役名は佐野繁理